# Alxa
Minh A Lạp Thiện (tiếng Mông Cổ: , Alaša ayima, tiếng Trung: 阿拉善盟; bính âm: Ālāshàn Méng) là một trong số 12 đơn vị hành chính cấp địa khu và một trong ba minh còn tồn tại ở Nội Mông Cổ. Minh này có biên giới với Mông Cổ ở phía bắc, Bayan Nur ở phía đông bắc, Ô Hải và Ordos ở phía đông, Ninh Hạ ở phía đông nam và tỉnh Cam Túc ở phía tây và nam. Thủ phủ là Ba Ngạn Hạo Đặc (tên cũ: 定远营 Định Viễn doanh), một trấn của kỳ A Lạp Thiện Tả.

## Dân cư
Theo điều tra dân số Trung Quốc năm 2000, minh này có 196.279 dân và như thế nó là đơn vị hành chính thưa thớt dân nhất của Nội Mông Cổ.
| Dân tộc     | Dân số  | Tỷ lệ  |
| ----------- | ------- | ------ |
| Hán         | 140.900 | 71,79% |
| Mông Cổ     | 44.630  | 22,74% |
| Hồi         | 9.331   | 4,75%  |
| Mãn         | 952     | 0,49%  |
| Tạng        | 146     | 0,07%  |
| Thổ         | 68      | 0,03%  |
| Đạt Oát Nhĩ | 67      | 0,03%  |
| Khác        | 185     | 0,09%  |

## Phân chia hành chính
A Lạp Thiện chia làm 3 kỳ với 39 tô mộc và trấn:
- A Lạp Thiện Tả (阿拉善左), 80.412 km², khoảng 140.000 dân (2004), trung tâm hành chính là trấn Ba Ngạn Hạo Đặc (巴彦浩特);
- A Lạp Thiện Hữu (阿拉善右), 72.556 km², khoảng 20.000 dân (2004), trung tâm hành chính là trấn Ngạch Khẳng Hô Đô Cách (额肯呼都格);
- Ngạch Tế Nạp (额济纳), 114.606 km², khoảng 20.000 dân (2004), trung tâm hành chính là trấn Đạt Lai Hô Bố (达来呼布).